# 8月7日 (旧暦)
旧暦8月7日（きゅうれきはちがつなのか）は、旧暦8月の7日目である。六曜は友引である。

## できごと
- 享保5年（グレゴリオ暦1720年9月9日） - 江戸幕府が江戸町火消しを「いろは47組」に再編成

## 誕生日
- 寛文5年（グレゴリオ暦1665年9月15日） - 日寛、僧（+ 1726年）

## 忌日
- 雄略天皇24年（ユリウス暦479年9月8日） - 雄略天皇、21代天皇
- 元和6年（グレゴリオ暦1620年9月3日） - 田中忠政、第2代柳河藩主（* 1585年）
- 天保2年（グレゴリオ暦1831年9月12日） - 十返舎一九、戯作者（* 1765年）